# Avidität
Die Avidität (von lat. avidus, „gierig“, auch funktionelle Affinität) eines Antikörpers ist die Bindungsstärke einer multivalenten Bindung zwischen Antigen und Antikörper. Diese Bindung kann spezifisch oder multispezifisch sein. Multispezifisch ist sie dann, wenn ein Antikörper mit verschiedenen Antigen-Determinanten reagiert (Kreuzreaktivität).
Monovalente Interaktionen haben eine niedrige, bivalente eine hohe und polyvalente eine sehr hohe Avidität.
Zu unterscheiden ist die Avidität von der Affinität (auch intrinsische Affinität) eines Antikörpers:
Affinität ist das Ausmaß einer einzelnen Antigen-Antikörper-Bindung (ausgedrückt durch die Dissoziationskonstante). Die Avidität ist die Gesamtheit dieser Affinitäten als Produkt aus Affinität und Valenz.

## Bedeutung in der Medizin
Da im Verlauf einer Immunantwort sowohl die Konzentrationen von (polyklonalen) Antikörpern als auch die Avidität gegen das Antigen zunehmen, lässt sich dieses Phänomen medizinisch nutzen, um Hinweise darauf zu erhalten, ob eine Erkrankung eher frisch erworben oder der Infektionszeitpunkt schon länger her ist. Hierüber eine Auskunft zu bekommen, kann sehr wichtig sein, da eine neu erworbene Infektion mit Toxoplasma, Masern-, Röteln-, Windpocken- oder Zytomegalieviren zum Beispiel in der Schwangerschaft bedrohlich sein kann. Wird in diesem Zusammenhang eine hohe Antikörperavidität bestimmt, ist eine frische Infektion ausgeschlossen, was wiederum Relevanz für etwaige Therapieentscheidungen hat.